# Ateuchus globulus
Ateuchus globulus là một loài bọ cánh cứng trong họ Bọ hung (Scarabaeidae).